# Hispânia Baleárica
Hispânia Baleárica ou apenas Baleares (em latim: Hispania Balearica) foi uma província romana estabelecida no território das modernas ilhas Baleares na costa da Espanha. Antes parte da Hispânia Tarraconense, as Baleares tornaram-se autônomas por causa de sua separação geográfica e de sua independência econômica do continente.

## Conquista romana
Antes da ocupação romana, as ilhas eram habitadas por povos iberos nativos e, depois, por colonos gregos. As ilhas, por conta de seus dois excelentes portos naturais na ilha maior (Majorca), eram utilizadas como bases para piratas da Sardenha e da costa sul da Gália. Em 123 a.C., o cônsul romano Quinto Cecílio Metelo conquistou a região e subjugou a população sem maiores dificuldades. Apesar de não ter sido uma grande vitória militar, Metelo recebeu a honra de realizar um triunfo em 121 a.C. e o direito de utilizar o epíteto Balearicus por trazer as Baleares para o controle romano.
Os historiadores romanos Floro, Paulo Orósio e Estrabão nos legaram bons relatos sobre as atividades nas Baleares entre 123 e 122 a.C. Mais importante, eles descrevem o motivo das ilhas terem sido invadidas: uma súbita invasão de piratas que fugiam das legiões romanas na Gália Transalpina em 126 e na Sardenha em 125 a.C. As Baleares tornaram-se então o último refúgio para eles no Mediterrâneo ocidental. O controle das ilhas facilitava ainda o abastecimento das tropas e comércio entre a Hispânia e a Itália. Finalmente, o solo das ilhas era bastante fértil. Em 123 a.C., Caio Graco era o tribuno e sua sorte estava intimamente ligada aos seus aliados na Hispânia e na Ásia, o que lhe deu um grande incentivo para capturar e pacificar a ilha e o Mediterrâneo.

## Economia
As Baleares eram muito valiosas do ponto de vista econômico. tanto que Metelo Balearicus levou 3 000 cidadãos romanos para a região, concentrados em dois assentamentos em Maiorca, Palmaria (Palma de Maiorca) e Pollentia. Discute-se a origem destes colonos, pois é duvidoso que houvesse esta quantidade de cidadãos romanos disponível e que desejassem mudar-se para Majorca na época. A explicação mais aceita é de que eles seriam veteranos das guerras na Hispânia e mestiços hispano-romanos. Pollentia estava localizada na costa norte e servia como porto para os navios que iam para e vinham da Gália e da Hispânia Tarraconense. O assentamento maior, Palmaria, tinha um grande e bem abrigado porto natural que servia perfeitamente para proteger os navios que vinham da Hispânia Bética e da Mauritânia Cesariense.
As Baleares também tinham muito a oferecer na forma de comércio. Plínio, o Velho, viajou para lá e descreveu a economia local. A província produzia trigo de boa qualidade em comparação com o resto da Hispânia (um módio do trigo baleárico garantia 16 quilos de pão; o trigo bético, apenas 10). Ele também relata o comércio de caracóis e de vinhos finos muito apreciados por todo o império. O mar à volta das ilhas estava repleto de ostras, atuns e cavalas. As bafii (tinturarias) das Baleares serviam aos produtores de lã da Bética, cujo produto estava à caminho dos principais mercados na Itália e no oriente. Finalmente, as ilhas eram ricas no ocre vermelho (terra colorida por óxido de ferro) utilizado para fabricar o pigmento vermelho que era matéria-prima dos mais belos afrescos da época.

## Fundibulários
As Baleares eram também famosas por seus fundibulários de guerra, muito utilizados como mercenários pelos romanos. O talento deles no uso da funda foi relatado por Posidório, Diadoros e Estrabão como sendo resultado de um treinamento que os obrigava, desde pequenos, a acertarem com a funda sua ração de pão que estava sobre um poste cuja distância dependia apenas de sua idade. Alguns deles lutaram ao lado de Júlio César nas Guerras Gálias e contra ele em Massalia.
O nome das ilhas em latim (Ballearica) deriva do termo grego para fundibulário (ballo) e significa "terra dos fundibulários".

## Governo
Antes de se tornar uma província, a Hispânia Baleárica era o quatro distrito da Hispânia Tarraconense e o governo local era exercido por um concílio, que dispensava a justiça e servia como ligação direta com Roma.

## Província romana
A região tornou-se independente durante o reinado de Diocleciano em algum momento depois de 284 d.C. durante a ampla reforma que ele promoveu com o objetivo de separar a autoridade civil da militar para reduzir o poder das províncias, que tiveram seus tamanhos bastante reduzidos. A Hispânia Baleárica foi separada por não depender do continente para nada e por suas necessidades específicas como um entreposto comercial, muito mais difíceis de serem satisfeitas sendo um município do que uma província. A nova província era parte da diocese da Hispânia da prefeitura pretoriana das Gálias.

Na época de Diocleciano, a população das ilhas já ultrapassava 30 000 pessoas e a região recebeu seu primeiro bispo em 418.
A província desapareceu quando os vândalos liderados por Genserico invadiram em 455 d.C.